# Тодор Хвойнев
Тодор Анастасов Хвойнев е български революционер, деец на Вътрешната македоно-одринска революционна организация.

## Биография
Тодор Хвойнев е роден на 8 февруари 1872 година в ахъчелебийското село Левочево, тогава в Османската империя. Получава основно образование в родното си село, след което учи занаят при дюлгери. Занимава се и с овчарство. През 1900 година се присъединява към ВМОРО, а от 1901 година е таен куриер на Задграничното представителство. От 1902 година е ръководител на революционния комитет на родното си село, а през Илинденско-Преображенското въстание е четник при Андон Дечев. След въстанието минава в нелегалност и със семейството си се установява в Чепеларе. Между 1904 и 1908 година е войвода на чета в Родопите и Беломорска Тракия. През 1908 година след като му е дадена амнистия се завръща в родното си село, където през 1909 година е избран за кмет. През Балканската война води Двадесет и първи пехотен средногорски полк и участва в покръстването на помаците. Оттогава си спомня:
| „ | Помаците уж бяха почнали да възстановяват, наденали си бяха фесовете. Получихме тайна заповед да идем да изгорим село Лещен и от дванайсет години нагоре всичко да се изколи. Отидохме до съмнало. Цялата чета 42 души окупирахме селото. Какво ти въстание, нямат ни пушка, ни дявол. Събраха се всички селяни, деца и жени... | “ |

Взема участие в Първата световна война (1915-1918). През 1922 година е назначен за помощник на Димитър Левов и е войвода на чета на Вътрешната тракийска революционна организация в Беломорска Тракия. Като член на ВТРО е избран за делегат и участва в X-я и XI-я конгрес на организацията. Умира на 1 октомври 1957 година в Левочево.